# Synagoga v Uherském Hradišti
Synagoga v Uherském Hradišti je původně novorománská stavba z roku 1875 v centru Uherského Hradiště. Jedná se o bývalý židovský templ, jenž se nachází mezi Velehradskou třídou a ulicemi Hradební a Krátkou. Je chráněna jako kulturní památka České republiky.

## Historie
Synagoga byla postavena v novorománském slohu za 18 tisíc zlatých a dne 27. září 1875 byla vysvěcena rabínem Mühmsamem z bzenecké diaspory. Původní sedlové zastřešení bylo roku 1904 strženo, budova prošla secesní úpravou, při níž byla mimo jiné obohacena o kopuli. V roce 1941, přesněji dne 22. června, byla synagoga nacisty a místními členy Vlajky vyrabována a zapálena. Jelikož však zcela nevyhořela, došlo 12. srpna k jejímu opětovnému zapálení, po němž zůstala v ruinách. Město, které tyto ruiny zakoupilo, uvažovalo o jejich zbourání.
Po druhé světové válce došlo k rekonstrukci synagogy, při níž nebyla obnovena kopule. Po rekonstrukci začala být budova využívána jako kulturní dům, sídlila zde mimo jiné i Slovácká filharmonie v jejímž čela stál Oldřich Halma. Po dalším požáru v roce 1966, kdy vyhořela celá budova, došlo k další rekonstrukci, při níž však „nebyla obnovena řada detailů a architektonických článků“. Od té doby sloužila celá budova výhradně jako městská knihovna Bedřicha Beneše Buchlovana. Své jméno nese po významné uherskohradišťské osobnosti – spisovateli, bibliofilovi a knihovníkovi Bedřichu Beneši Buchlovanovi.
Při povodních v červenci 1997 bylo přízemí knihovny zaplaveno vodou a celá budova utrpěla značné škody.
V rámci následné rekonstrukce v letech 1998–1999 byla obnovena původní architektura a odstraněna řada pozdějších vnitřních vestaveb, jakož i přístavba se sociálním zařízením. V roce 2004 pak došlo i k obnovení kopule zničené při požáru v roce 1941.